# Octaannitril
Octaannitril is een alifatisch nitril met als brutoformule C8H15N. De stof komt voor als een kleurloze tot lichtgele vloeistof met een zoete, vette geur, die vrijwel onoplosbaar is in water.

## Synthese
Octaannitril kan bereid worden volgens de gebruikelijke werkwijzen voor nitrilen, bijvoorbeeld door de dehydratie van het corresponderende amide of aldoxime. De oxidatie (dehydrogenering) van de corresponderende amine met behulp van bijvoorbeeld nikkelperoxide of de reactie van het corresponderende aldehyde met hydroxylamine (als hydrochloride) levert eveneens octaannitril.

## Toepassingen
Octaannitril kan gebruikt worden in reukmengsels (niet voor smaakstoffen). Ze wordt ook gebruikt voor de synthese van andere stoffen: de reactiviteit van de drievoudige koolstof-stikstofbinding maakt vele additiereacties mogelijk.